# Kopanisti
Kopanisti (gr. Κοπανιστή) – rodzaj greckiego sera, objęty chronioną nazwą pochodzenia (PDO). Jest on produkowany w sposób tradycyjny na Cykladach.
Ser ten wytwarzany jest na Cykladach od ponad 300 lat. Powstaje na wyspie Mykonos, a także na otaczających ją Cykladach, takich jak Tinos, Andros, Siros, Naksos i kilku mniejszych greckich wyspach, a także w niektórych częściach Turcji, z tym że kopanisti to ser objęty chronioną nazwą pochodzenia dla obszaru wysp Cyklad. Ser w Turcji tradycyjnie wytwarzany jest w dystryktach Çeşme i Karaburun.
Swój szczególny ostry smak zawdzięcza rozwojowi mikroorganizmów i czasami jest porównywany w smaku do sera roquefort. Ser ten jest wytwarzany z mleka krowiego, owczego, koziego lub z mieszanki tych mlek. Ser jest słony i miękki. Jego maksymalna wilgotność wynosi 56%, a minimalna zawartość tłuszczu w suchej masie – 43%.
Mleko na ser pochodzi od ras krów, owiec i kóz tradycyjnie hodowanych na Cykladach i karmionych lokalną roślinnością. Mleko użyte do wyrobu sera musi być pełnotłuste i nie może być kondensowane, nie może zawierać dodatku mleka w proszku czy mleka kondensowanego, białek mleka, kazeinianów, barwników, konserwantów ani antybiotyków. Świeże masło może (chociaż nie musi) stanowić dodatek w ilości do 15% odsączonego skrzepu serowego, z którego po dojrzewaniu powstaje ser kopanisti.
W procesie produkcji najpierw mleko podgrzewa się w 28–30 °C z dodatkiem podpuszczki do zgęstnienia. Skrzep pozostaje w specjalnym naczyniu przez 20–24 godziny. Odsączoną i osoloną masę serową (ewentualnie z dodatkiem świeżego surowego masła) umieszcza się w pojemniku z szeroką szyjką, przenosi w chłodne miejsce o wysokiej wilgotności względnej i pozostawia bez ingerencji do momentu pojawienia się na powierzchni obfitej warstwy wzrostu mikroorganizmów. Wtedy masę serową miesza się, żeby równomiernie rozprowadzić mikroorganizmy. Ser jest ponownie umieszczany w pojemnikach z szeroką szyjką. Procedurę tę powtarza się od dwóch do czterech razy w okresie dojrzewania, trwającym zazwyczaj od 30 do 40 dni. W celu przyspieszenia dojrzewania sera, świeżo odsączoną, kwaśną masę serową często miesza się ze starszym serem kopanisti, zwanym przez mieszkańców „macierzystym kopanisti” w proporcji do 10% wagi całości.
„Kopanisti” w języku greckim jest używane do opisania czegoś, co zostało pobite. W serze kopanisti odnosi się to do techniki jego produkcji, podczas której ser jest mieszany i ugniatany.
Ser kopanisti może być spożywany sam jako przystawka lub podawany z chlebem, albo może być wykorzystywany jako składnik do przygotowania różnych potraw. Ponieważ można go łatwo rozprowadzić na chlebie, nadaje się do kanapek. Ser kopanisti używany jest również jako meze podawane do ouzo.
Rozporządzeniem z dnia 12 czerwca 1996 roku (które weszło w życie 21 czerwca tego samego roku) ser kopanisti wpisany został do rejestru produktów o chronionej nazwie pochodzenia (PDO) w Unii Europejskiej.